# 田弘正
田弘正（764年—821年），本名田興，字安道，唐憲宗賜名弘正。唐平州盧龍（今河北盧龍）人。魏博節度使田承嗣的從侄，相州刺史田廷玠之子。唐憲宗時為魏博節度使，唐穆宗時以功高，升中書令。後改任成德節度使，被成德軍兵馬使王廷湊謀殺。赠太尉，谥忠愍。

## 簡介
出身世家，父廷玠官刺史，好儒學，頗忠於唐室。
年少通兵法，善騎射，田承嗣很喜愛他，將他取名為田興，“以為必興其宗，名之曰興”。
元和七年（812年），田承嗣之孫田季安死，季安子田懷諫繼位，年方十一歲，大權落於其家僕蔣士則之手，不得人心。士卒譁變，擁戴時任魏博兵馬使的田興。田興於是殺蔣士則，繼任節度使，送田懷諫於朝廷安置。
由于田興一系列忠于朝廷的举动，宪宗大喜，封为沂国公，授銀青光祿大夫，赐名田弘正。元和十年（815年），遣子田敦禮率军三千助戰，讨伐淮西吴元济。元和十年（815年），奉敕討伐成德节度使王承宗，元和十二年（817年）大破承宗於南宮（今河北南宮），承宗勢蹙請降。
元和十四年（819年）正月，弘正破淄青节度使李師道於陽穀，取师道割据的平卢、淄青等十二州献给朝廷，師道敗，被部將劉悟刺死。弘正封检校司徒同中书门下平章事，唐宪宗在麟德殿赐坐接见。
元和十五年（820年），傳聞唐宪宗被宦官謀殺，河北三镇又渐脱离長安控制。朝廷命弘正改成德节度使，但是朝廷许诺拨给成德的一百万缗军饷，迟迟不撥，怨聲四起，弘正又御下不嚴，家族生活奢侈，日費二十萬銅錢，成德眾人思變。
长庆元年（821年）七月，田弘正准许武士三千人返回魏博，成德（今河北正定）都知兵马使王廷凑潛懷異志，勾結牙兵，趁機殺害田弘正。弘正家屬、幕府將佐三百餘人同時遇害。朝廷追赠太尉，谥忠愍。
朝廷以弘正子田敦禮为魏博节度使，命之為父報仇，讨伐王廷凑。敦禮至魏州，竭力結納將領，安撫士卒，無奈遭魏博都知兵馬使史憲誠逼害，要求敦禮獨立於朝廷，敦禮不願，於是留下遺書，拔劍自刎而死。长庆三年（823年），田弘正归葬魏博，“镇人归其丧，诏葬有加焉”。

## 家族
曾祖：田璟，曾任郑州司马。（二子：田守义、田延恽。）
祖父：田延恽，曾任安东都护府司马。
父亲：田庭玠，曾任相州刺史。
母亲：郑氏，赠韩国太夫人。
兄长：田融，曾任检校刑部尚书、兼太子宾客，相州刺史。
四子：
1. 田早，安南都護
2. 田牟
3. 田布，字敦禮。
4. 田章，洛陽令，生田在賓，田在賓生盱眙令田鶚

## 延伸阅读
[在维基数据编辑]
 《舊唐書·卷141》，出自刘昫《舊唐書》
 《新唐書·卷148》，出自《新唐書》